# Association Sportive Saint-Raphaël Volley-Ball 2017-2018
Questa voce raccoglie le informazioni riguardanti l'Association Sportive Saint-Raphaël Volley-Ball nelle competizioni ufficiali della stagione 2017-2018.

## Organigramma societario
Area direttiva
- Presidente: Christine Girod

Area tecnica
- Allenatore: Giulio Bregoli
- Allenatore in seconda: Yamandu Peralta

## Rosa
| N° | Nome                | Ruolo | Data di nascita   | Nazionalità sportiva |
| -- | ------------------- | ----- | ----------------- | -------------------- |
| 1  | Karolina Goliat     | S/O   | 25 ottobre 1996   | Belgio               |
| 2  | Kristiine Miilen    | S     | 4 dicembre 1996   | Estonia              |
| 3  | Amandine Giardino   | L     | 30 marzo 1995     | Francia              |
| 4  | Julie de Oliveira   | S/O   | 1º aprile 1995    | Francia              |
| 6  | Liesbet Vindevoghel | S     | 29 dicembre 1979  | Belgio               |
| 9  | Vlatka Zahora       | C     | 22 ottobre 1985   | Croazia              |
| 10 | Julie Mollinger     | S     | 27 settembre 1990 | Francia              |
| 11 | Julieta Lazcano     | C     | 25 luglio 1989    | Argentina            |
| 12 | Alexandra Erhart    | P     | 12 maggio 1994    | Francia              |
| 14 | Natalia Valentín    | P     | 12 settembre 1989 | Porto Rico           |
| 15 | Ludivine Casali     | L     | 6 novembre 1998   | Francia              |
| 18 | Kiesha Leggs        | C     | 26 aprile 1990    | Stati Uniti          |